# Монтес, Сесар (футболист)
Се́сар Хаси́б Мо́нтес Ка́стро (исп. César Jasib Montes Castro; род. 24 февраля 1997, Эрмосильо) — мексиканский футболист, центральный защитник московского «Локомотива» и сборной Мексики. Бронзовый призёр Олимпийских игр 2020 года в Токио.

## Клубная карьера
Воспитанник клуба «Побладо Мигель Алеман» из своего родного города. В юном возрасте ездил на просмотр в клубы «УНАМ Пумас», «Пачука» и «Тигрес», но ни в один из них не перешёл. В 16-летнем возрасте начал играть за основной состав своего клуба, выступавшего в третьем дивизионе. В финальной стадии турнира клуб играл с резервным составом «Монтеррея», и Монтес был замечен тренерами этого клуба и приглашён в молодёжную команду.
В 2014—2015 годах выступал за юношеские составы (U17 и U20) «Монтеррея». За первую команду впервые сыграл 29 июля 2015 года в матче Кубка Мексики против «Коррекаминос». Три дня спустя, 2 августа 2015 года, принял участие в товарищеском матче против португальской «Бенфики», приуроченном к открытию нового стадиона, и забил в этом матче свой первый гол за клуб, этот гол также стал первым в истории, забитым на стадионе «ББВА Банкомер». 15 августа 2015 года защитник сыграл первый матч в чемпионате Мексики против «Дорадос де Синалоа». Первый гол в чемпионате страны забил 14 мая 2016 года в рамках турнира «Лигилья» в ворота клуба «Тигрес». Выступает под необычным 286 номером. В сезоне Клаусура-2016 стал вице-чемпионом, два раза включался в символическую сборную игрового дня и в итоге вошёл в символическую сборную всего турнира.
12 сентября 2024 года заключил контракт до июня 2029 года с московским «Локомотивом».

## Стиль игры
Специалисты отмечают высокий рост игрока, хорошую скорость, владение мячом и умение отдать точный пас.

## Личная жизнь
Родился в семье Сесара Монтеса-старшего и Марибель Кастро, у него трое братьев и сестёр.

## Достижения
- Серебряный призёр чемпионата Мексики: Клаусура-2016
- Включён в символическую сборную Клаусуры-2016